# Josep Maria Dexeus i Trias de Bes
Josep Maria Dexeus i Trias de Bes (Barcelona, 1924 - 1 d'abril de 2016) fou un metge català, fill del metge Santiago Dexeus i Font i germà de Santiago Dexeus i Trias de Bes.

## Biografia
Es llicencià en medicina a la Universitat de Barcelona en 1947, amb una qualificació d'excel·lent. Especialitzat en ginecologia i obstetrícia, el 1973 fundà amb el seu germà l'Institut Dexeus, un centre amb tots els mitjans necessaris perquè els metges puguin fer recerca i transmetre els seus coneixements als futurs doctors, i que és un referent internacional d'obstetrícia, ginecologia i cirurgia mamària.
Ha estat president de la Societat Espanyola de Ginecologia i Obstetrícia, i delegat d'Espanya a la Federació Internacional de Ginecologia i Obstetrícia. El 1993, va ser nomenat acadèmic numerari de la Reial Acadèmia de Medicina de Catalunya i, el 2005, membre honorari de l'Acadèmia Internacional Perinatal. Ha estat guardonat amb la Creu de Sant Jordi el 1997 i amb el Premi Jordi Gol i Gurina a la trajectòria professional i humana.

## Família
Josep Maria Dexeus és fill de Santiago Dexeus i Font, net de Joan de Déu Trias i besnet de Frederic Trias. És germà de Santiago Dexeus i Trias de Bes.
És també nebot de Josep Maria Trias de Bes i Giró i cosí germà de Joan Sardà i Dexeus i de Josep Maria Carreras i Dexeus, així com oncle valencià de Xabier Añoveros, Julio Añoveros, Josep Maria Trias de Bes i Serra, Francesc Tusquets i Carles Tusquets.

## Obres
- La sexualidad en la práctica médica (1963) Madrid, Ediciones Roche
- Frigidez femenina (1968) Madrid, Ediciones Roche
- El mundo que os dejamos[2]